# Darktable
Darktable ist eine freie Software zur Aufbereitung und Verwaltung von Digitalfotos. Das Programm ist auf die Verarbeitung von Rohbilddaten (RAW) spezialisiert, welche digitale Spiegelreflexkameras (DSLR), Systemkameras, einige Kompaktkameras oder Smartphones ausgeben können.
Darktable ist als Freie Software unter den Bedingungen von Version 3 oder späteren der GNU General Public License (GPL) auch im Quelltext verfügbar. Es ist für die Unix-artigen Betriebssysteme FreeBSD, Linux, macOS und Solaris und ab Version 2.4.0 auch für Windows erhältlich.

## Funktionsbereiche
Die Oberfläche ist in mehrere Bereiche gegliedert. Zwei davon stellen die Hauptarbeitsumgebungen dar – der „Leuchttisch“ und die „Dunkelkammer“. Weitere Bereiche sind „Tethering“, „Karte“, „Diaschau“ und „Drucken“.

### Leuchttisch
Der Bereich „Leuchttisch“ dient der Bildverwaltung. Bildbestände können in Sammlungen organisiert, mit Dateifiltern sortiert, kategorisiert und bewertet werden.
Zusätzlich sind Werkzeugmodule eingebunden wie ein Metadaten-Editor, sowie ein Verschlagwortungswerkzeug („Tag Editor“).
HDRI-Erzeugung aus Belichtungsreihen und Dynamikkompression sind möglich.
Exporte sind möglich in verschiedene gängige Grafikformate. Neben der Speicherung auf dem eigenen Rechner unterstützt Darktable direkte Exporte zu diversen Onlinediensten und Social-Media-Plattformen.
Exporte sind über Plug-ins erweiterbar. Beispiele sind die Zusammenführung von Belichtungsreihen mit Enfuse oder Panoramaerzeugung mit Hugin.

### Dunkelkammer
In der „Dunkelkammer“-Ansicht findet die Bearbeitung einzelner Bilder statt.
Über 60 Funktionsmodule stehen zur Verfügung, unter anderem für Weißabgleich, Entrauschen, Schärfen, Helligkeits- oder Farbkorrekturen.
Die Anwendung der Module ist mit diversen Überblendmodi einstellbar. Auch unterstützt Darktable Maskierungen:
- Gezeichnete Masken (Verläufe, Kreise, Ovale und gezeichnete Flächen und Linien)
- Parametrische Masken, welche auf Bildteile mit bestimmten Eigenschaften Anwendung finden (z. B. nur auf helle oder dunkle Bildbereiche wie sogenannte „Luminanzmasken“ in Photoshop)

Anfangs nutzten die meisten Module den Lab-Farbraum. Mit der Veröffentlichung von Darktable 3.0 im Dezember 2019 wurde die Standardpipeline auf „filmic RGB“ (RGB-Farbraum) umgestellt.
Darktable unterstützt ICC-Farbprofile sowie Lookup-Tabellen für Farben (CLUT). Es kann mit Lua-Skripts gesteuert werden, um beispielsweise bei bestimmten Ereignissen eine Folge von Anweisungen auszuführen.
Für die Entzerrung von Objektiv-Verzeichnungen können Objektivdaten aus der offenen LensFun-Datenbank eingebunden werden.

### Tethering
Der Bereich „Tethering“ importiert von einer Kamera aufgenommene Bilder per USB-Kabel und verfügt über Aufnahmesteuerungen per Live-View.

### Karte
Dieser Bereich dient der Georeferenzierung per Ziehen und Ablegen von Bildern. Es verfügt über eine Weltkarte und kann Geodaten aus Bildern auslesen oder welche zu Bildern hinzufügen.
Darktable nutzt Kartenmaterial von OpenStreetMap.

### Diaschau
Die Diaschau spielt alle Bilder der aktuellen Sammlung im Vollbildmodus ab. Dabei sind Bildreihenfolge und Filter einstellbar.

### Drucken
Für den Ausdruck sind in diesem Bereich Parameter wie Papierformate oder ICC-Farbprofile einstellbar.

## Oberfläche
Die Benutzeroberfläche ist auf Deutsch und 20 andere Sprachen übersetzt und hält zu fast allen Funktionen Tooltips bereit.
Die Tastaturkürzel lassen sich anpassen.

## Technik
Darktable ist in der Programmiersprache C geschrieben. Die Bedienoberfläche basiert auf GTK. Bilddaten werden intern mit 32 Bit Farbtiefe berechnet. Berechnungen können mittels OpenCL durch den Grafikprozessor beschleunigt werden. Die Kameraanbindung wird durch gPhoto vermittelt.

## Geschichte
Die erste öffentliche Version (0.1) wurde im April 2009 von Johannes Hanika auf SourceForge veröffentlicht. 2011 nahm Darktable am Google Summer of Code teil. Ab Version 1.4 sind handgezeichnete Masken verfügbar. Für Version 1.6 wurde neben vielen anderen Funktionen die macOS-Unterstützung verbessert. Mit der Version 2.4.0 wird seit Dezember 2017 Windows unterstützt. Während der COVID-19-Pandemie kam es zu einem Zustrom neuer Entwickler, was dem Team ermöglichte, von einem Release pro Jahr (zu Weihnachten) auf zwei pro Jahr zu wechseln.